# Pokémon HOME
Pokémon HOMEは、ポケットモンスターシリーズと連動するコンテンツを利用したり、ポケモンをインターネットを通じて専用サーバーへ預けることができるユーティリティソフトである。ニンテンドーアカウントの登録が可能。
本項では以下、ポケットモンスターシリーズの各作品を示す際、「ポケットモンスター」または「Pokémon」の表記を省略し、例として『ソード・シールド』『LEGENDS アルセウス』と表記する。なお、『Let's Go! ピカチュウ・Let's Go! イーブイ』は『ピカブイ』、『ブリリアントダイヤモンド・シャイニングパール』は『BDSP』と表記する。

## 概要
仮想現実であるインターネット上にあるボックスに最大6000匹（無料プランでは30匹）のポケモンを預けられる。また、スマートフォン版からは世界中のプレイヤーと交換を行ったり、ふしぎなおくりものを受信したりすることができる。また、ポケモンバンク同様に全国図鑑の機能もあり、メガシンカやキョダイマックスの姿なども見ることができる。
当初には『ソード・シールド』・『ピカブイ』・『ポケモンバンク』3タイトルのみ対応だったが、後のアップデートには『Pokémon GO』および本作リリース以降に発売された作品にも対応している（後述）。
なお、各対応ソフトの仕様により、ソフトによって引き出せないポケモン、あるいは引き出し時に仕様変更・制限がかかる場合がある。下記は一部の例：
- 『Pokémon GO』『ポケモンバンク』で預けたポケモンは元のソフトに戻すことが出来ない。同様に、『ピカブイ』で預けたポケモンは一度他のソフトに連れていくと『ピカブイ』に戻すことが出来ない。『LEGENDS アルセウス』や『スカーレット・バイオレット』で各作品に存在しないポケモンに進化すると『ソード・シールド』及び『BDSP』に戻すことが出来ない。
- 該当ソフトで収録されないポケモンには送れない、システムとバランスの都合など、特定のソフトで預けたものにしか引き出すことができないポケモンもある。
  - ツチニンは入手してHOMEに転送した場合、後世代作品にツチニンを持っていくことができない。『ポケモンバンク』『Pokémon GO』から転送した場合は『ソード・シールド』のみに持ち出しできる[4]。
- 同ソフトの別バージョンで預けたものを除き、基本的にランキング対戦で使用できない。

また、Nintendo Switch版とスマートフォン版では使用できる内容に大幅な差があり、基本的にスマートフォン版の方が機能性が多い。Nintendo Switch版では以下の機能が使用できる。
- 本体のフラッシュメモリに保存されたポケットモンスター作品のセーブデータからポケモンを持ち込む（カセットは不要）。
- 「Pokémon HOMEポイント」を消費して一部ゲームで使用できるアイテムショップ用のポイントと交換する。
- 『ポケモンバンク』からの引っ越し手続き（有料プラン必須）。
- 『Pokémon GO』で引っ越し手続きしたポケモンを引き取る。
- 地方ごとにポケモンの図鑑を調べる。ただし、『LEGENDS アルセウス』のみ本編のセーブデータを経由しなければ説明を見れず、デフォルトの言語以外の説明文に関してもそのリージョンに応じたポケモンをHOMEに預けることが必要。

スマートフォン版では以下の機能が使用できる。
- リボン、色違い、獲得作品、リボン、性別による見た目の差、3Dモデルなどを含めたすべてのポケモンのデータを閲覧できる。
- 一部のポケモンを登録すると実績がアンロックされる。獲得したポケモンの作品（『ルビー・サファイア』以降の全作品）が内部フラグによって判定される。また、『ソード・シールド』以降で図鑑を全埋めしたセーブデータをSwitch本体から転送した時にも実績を獲得できる。
- 一部の交換ツール。「ミラクルボックス」では無作為に全世界とサーバー経由でポケモンを交換する。「GTS」は幻のポケモン以外を最大3体まで取引できる。このほか、グループ交換や、ユーザーを指定できるが、一日に10回しか取引できない「フレンド交換」が存在。
- GPS経由などでポケモンを受け取れる「ふしぎなおくりもの」の利用。
- 『ソード・シールド』、『スカーレット・バイオレット』などのメインシリーズでオンラインバトルを行った戦績。

## 連携ソフト
- ポケットモンスター ソード・シールド[5]
- ポケットモンスター Let's Go! ピカチュウ・Let's Go! イーブイ[5]
- ポケモンバンク[5]
- Pokémon GO[5]
- ポケットモンスター ブリリアントダイヤモンド・シャイニングパール[6][5]
- Pokémon LEGENDS アルセウス[7][5]
- ポケットモンスター スカーレット・バイオレット[8][5]